# 松山太陽光発電所
座標: 北緯33度54分 東経132度44分 / 北緯33.9度 東経132.73度

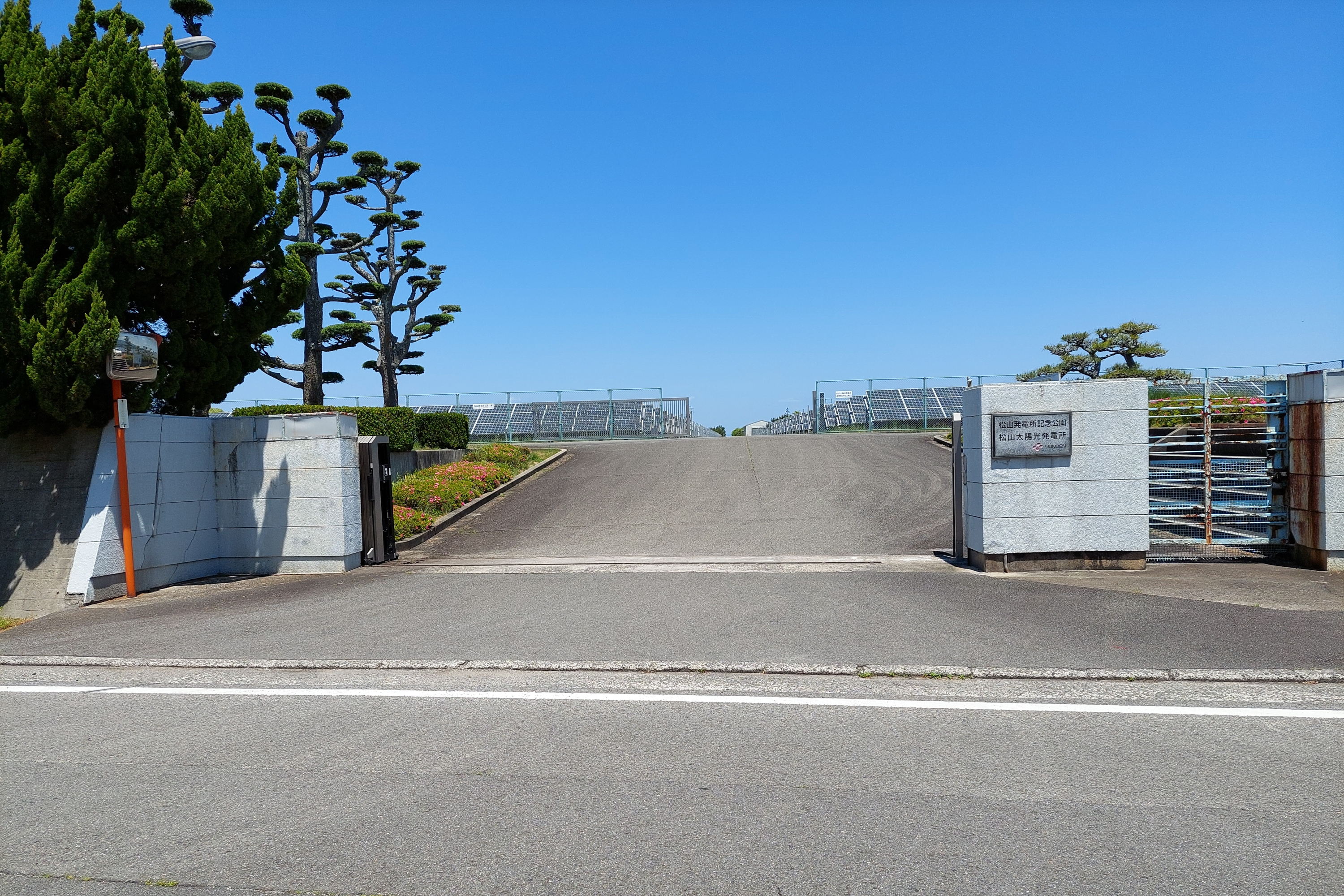
松山太陽光発電所

松山太陽光発電所（まつやまたいようこうはつでんしょ）とは、愛媛県松山市勝岡町に建設された四国電力の太陽電池パネル式の太陽光発電所である。
本発電所は1981年に発電が停止された火力発電所(松山発電所)の跡地に建設が進められ、1996年3月には0.9万m2の敷地に6,358枚の太陽電池パネルを設置して部分的な発電を開始した（最大出力300kW）。その後、第1期と第2期の2回に分けてこれらの発電設備の増設を進めており、2010年4月に着工され2010年12月1日に完了した第1期工事では、総工費11億円をかけ、約2.7万m2に1.5m×99cm×46mmの京セラ製太陽電池パネルを9,024枚増設して、最大出力は1,742kW増加した。四国電力では第1期での増設部を含めてすでに営業運転を開始しており、1年間の発電量は約250万kWhであり、CO2排出量を約1,300トン削減できるとされている。

## 発電設備
- 所在地　愛媛県松山市勝岡町1163
- 敷地面積　36,000m2
- 最大出力　2,042kW
- 年間発電量　250万kWh（約800世帯分）[2]